# Hessentag 2017

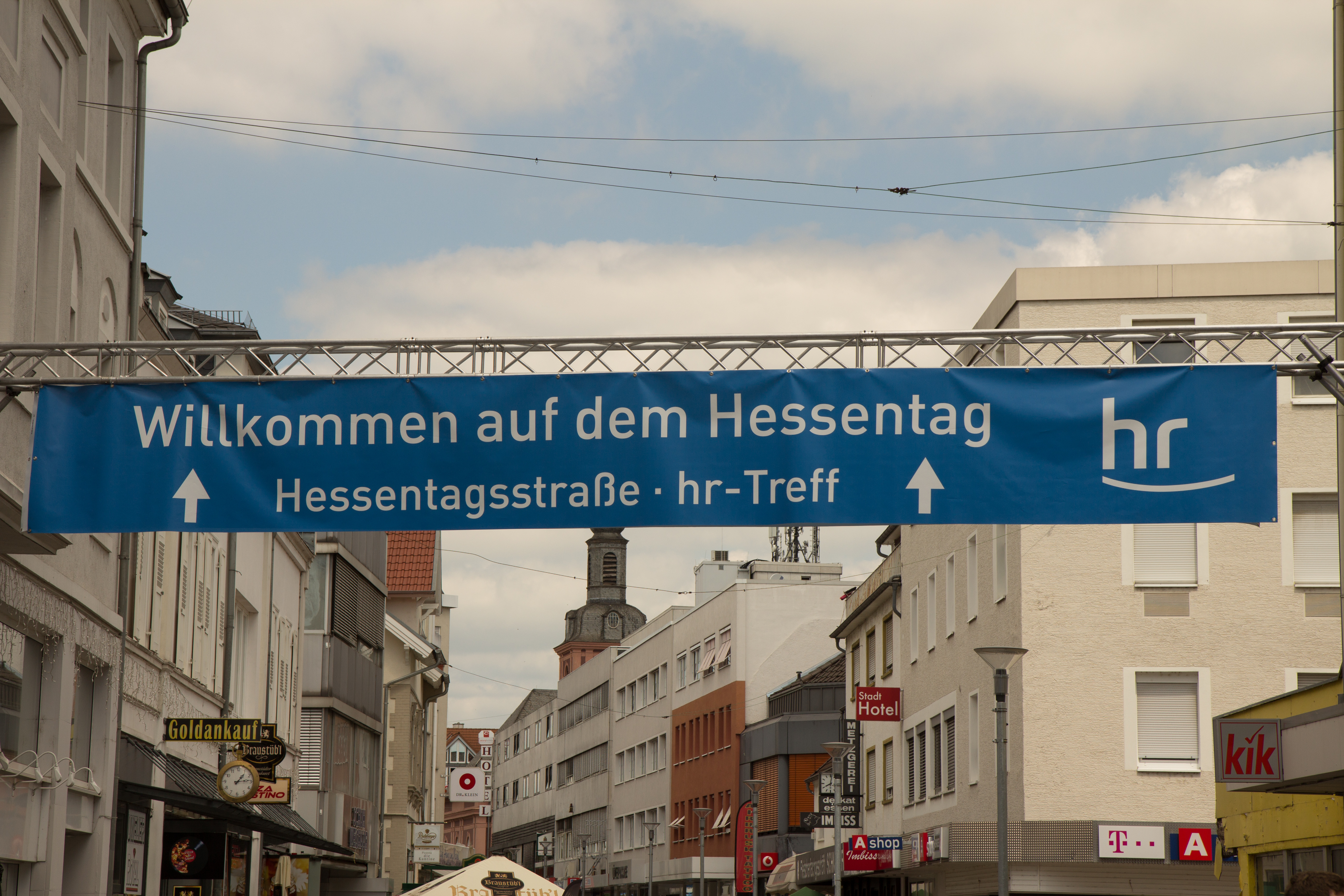
Banner des hr in der Marktstraße

Der Hessentag 2017 war der 57. Hessentag und fand vom 9. bis 18. Juni 2017 in Rüsselsheim am Main statt. Das Motto des Hessentags lautete „MAIN Rüsselsheim, UNSER Hessen“. Insgesamt kamen rund 1,4 Millionen Besucher zu den Veranstaltungen. Zu den Höhepunkten zählten Sänger und Bands wie Silbermond, Andreas Bourani, Scorpions, Kings of Leon, David Garrett, Peter Maffay und Zucchero.

## Hintergrund
Seit 1961 finden in wechselnden Orten Hessens die von der Landesregierung initiierten und gemeinsam mit der jeweiligen Kommune durchgeführten Hessentage statt. Im Zeitraum von zehn Tagen präsentiert sich das Land den Besuchern mit kulturellen Darstellungen und Ausstellungen. Weiterhin finden anlässlich der Hessentage regelmäßig große Freiluftkonzerte unter Beteiligung namhafter nationaler und internationaler Künstler statt. Es handelt sich bei dem hessischen Landesfest um eine überregional beachtete und bedeutende Großveranstaltung, die jedes Jahr viele hunderttausend Besucher anzieht.
Im Januar 2015 gab der hessische Ministerpräsident Volker Bouffier gemeinsam mit dem Staatsminister Axel Wintermeyer bekannt, dass der Hessentag 2017 in Rüsselsheim am Main stattfinde. Am 9. Juni 2017 wurde er durch den Ministerpräsidenten Volker Bouffier gemeinsam mit dem Oberbürgermeister Patrick Burghardt, dem Stadtverordnetenvorsteher Jens Grode, dem Landrat des Kreises Groß-Gerau Thomas Will und dem Hessentagspaar Selma Kücükyavuz und Marcel Sedlmayer offiziell eröffnet.

## Vorbereitungen zum Hessentag 2017

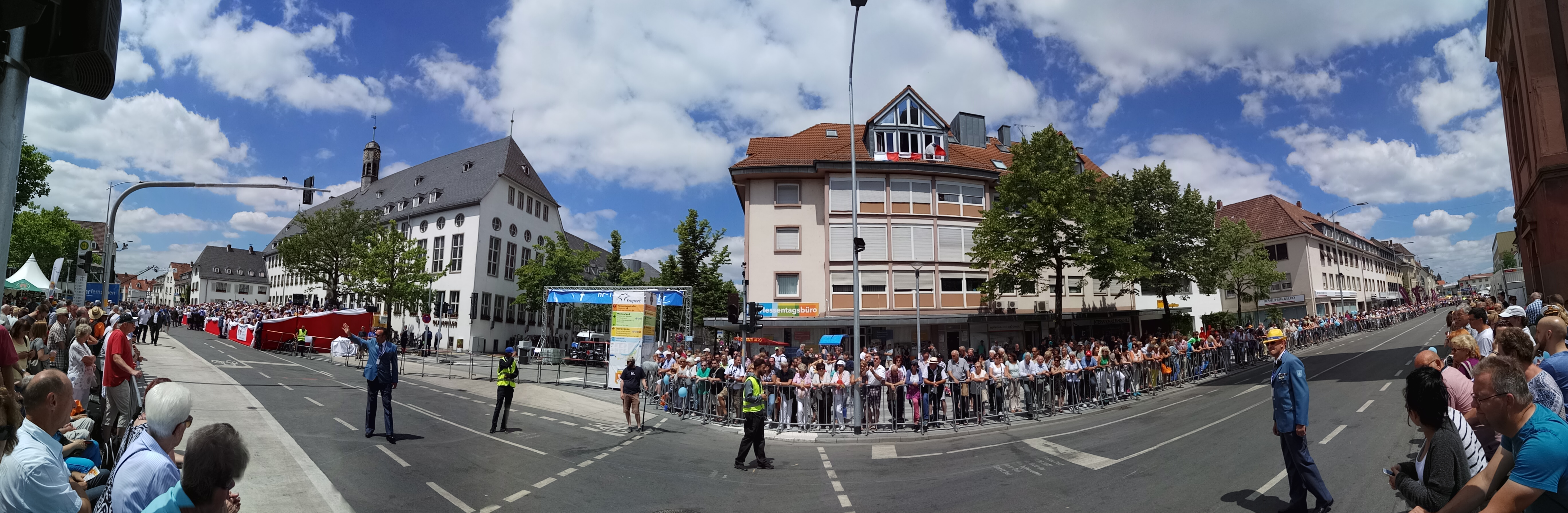
180°-Panorama des Marktplatzes mit Hessentagsbüro (Mitte hinten) während des Hessentagsumzugs

Für den Hessentag 2017 wurden mit Zuschüssen des Landes Hessen von 6,5 Millionen Euro für rund 10 Millionen Euro Markt- und Friedensplatz erneuert. Ebenfalls wurden Teile des Mainvorlandes und der Löwenstraße erneuert. Für Informationen wurde am 24. April erstmals das Hessentagsbüro für einen „Schnuppertag“ eröffnet. Über die Planung und Verkehrslage des Hessentages 2017 wurden die Bürgerinnen und Bürger zusätzlich in mehreren Bürgerversammlungen aufgeklärt.
Am 29. Mai 2017 wurde die Innenstadt für Aufbaumaßnahmen gesperrt. Bereits am 23. Mai 2017 wurden 1.500 Veranstaltungen vorgestellt. Auch der Bahnhof wurde aufgerüstet und zusätzliche Zugänge zu Gleis 2 über Brücken über Gleis 3 angelegt.
Extra für den Hessentag wurden Kaufbecher angeschafft, die bei den meisten Ständen neu befüllt werden konnten.
Aus Sicherheitsgründen wurde Glas, Waffen und Drohnen sowie Rucksäcke, große Taschen und Selfie-Sticks bei Hessentags-Großveranstaltungen verboten.

## Hessentagspaar
Das Hessentagspaar bildeten Selma Kücükyavuz und Marcel Sedlmayer. Im November 2015 wurden sie durch eine Jury gewählt und am 17. November vorgestellt.

## Veranstaltungsorte

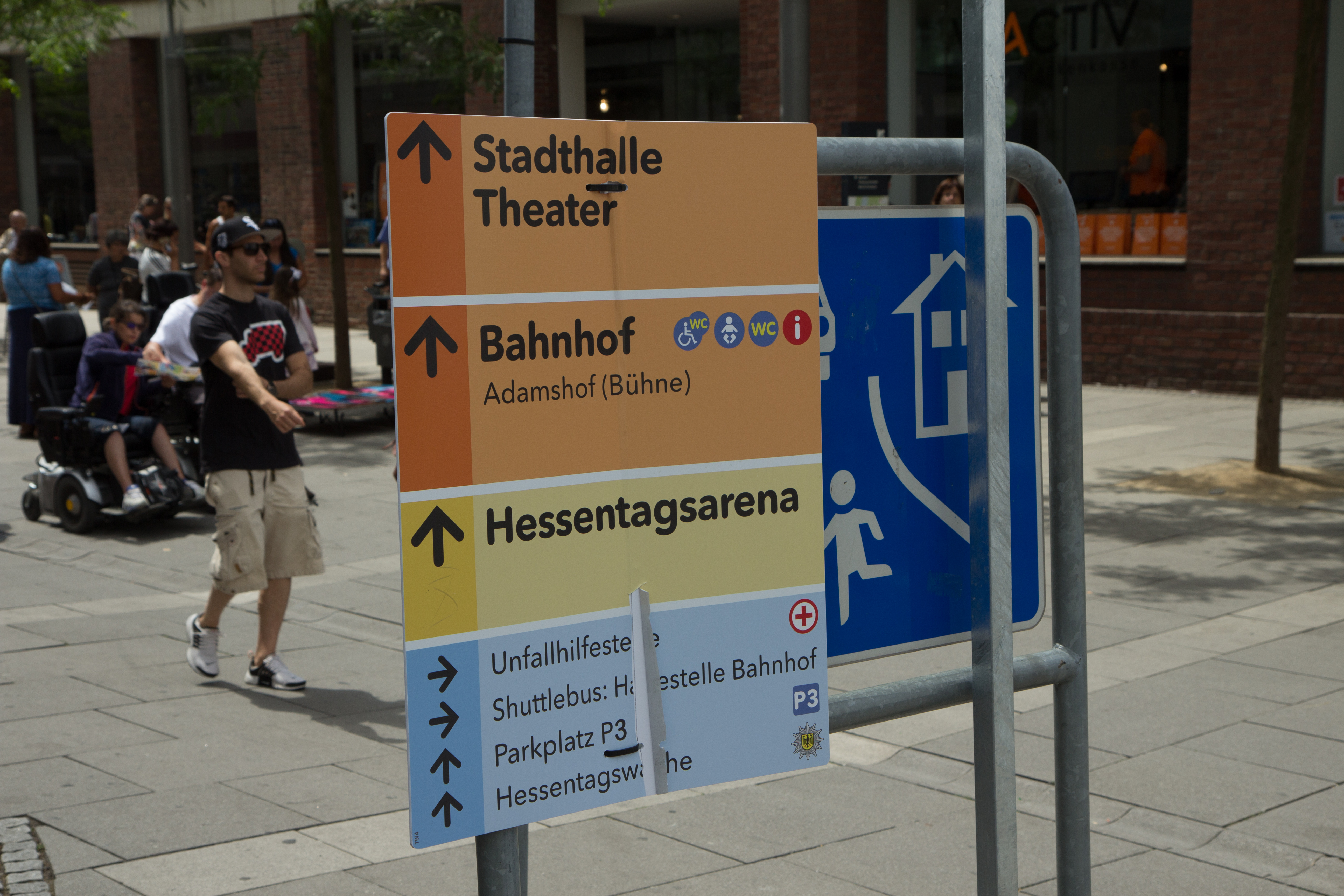
Wegweiser in der Marktstraße

Der Hessentag wurde größtenteils im Norden der Stadt ausgetragen. Die traditionell jedes Jahr wiederkehrenden Veranstaltungen und Ausstellungen verteilten sich wie folgt:
- Die Hessentagsstraße führte hauptsächlich durch Frankfurter Straße und Mainzer Straße über Markt- und Friedensplatz und hatte eine Länge von ungefähr 3,1 Kilometern. Kleinere Abzweigungen ermöglichten einen kurzen Weg zu Bahnhof und Mainvorland.
- Am Hessentagsufer auf dem Mainvorland befand sich die Ausstellung der Bundeswehr (zweitgrößte Ausstellung[16]), der hr-Treff, das HVT-Zelt Trachtenland Hessen, die Bundespolizei, die Ausstellung Der Natur auf der Spur und viele kleinere Veranstaltungen, beispielsweise in der Festung oder den Opel-Villen.
- Die Hessentagsarena für Freiluftkonzert wurde auf dem Opel-Gelände am Friedrich-Lutzmann-Ring aufgebaut. Neben der Hessentagsarena fanden auch zahlreiche Veranstaltungen wie beispielsweise die
- Im Verna-Park (Stadtpark) befand sich das Volksbanken-Weindorf mit einer Bühne.
- Auf dem Opel-Gelände um Tor 55 und 60 befand sich die Landesausstellung in mehreren Zelten auf insgesamt 20.000 Quadratmetern[17] und der Platz der Hilfsorganisationen, wo sich mehrere Hilfsorganisationen wie THW oder DRK präsentierten.

## Wissenswertes

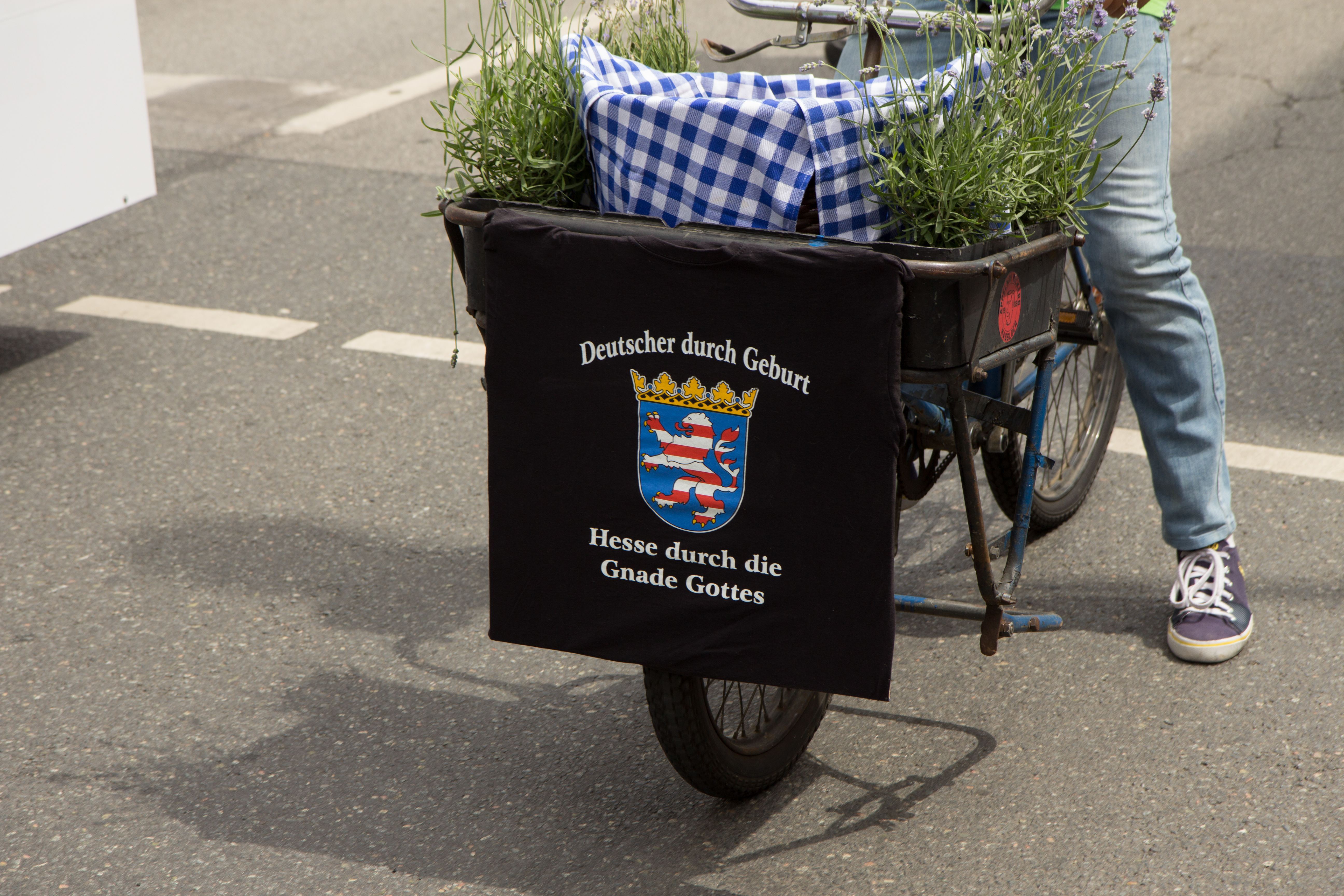
Teil des Hessentagsumzugs

- Die vorerst geplante, jedoch umstrittene „Rap-Night“ wurde am 2. Februar 2017 abgesagt; bereits gekaufte Karten konnten zurückgeben werden.[18]
- Für das Beachfeld wurden 760 Tonnen Sand angeschafft.[19]
- Während seiner Deutschlandreise besuchte Bundespräsident Frank-Walter Steinmeier am 12. und 13. Juni 2017 den Hessentag in Rüsselsheim am Main.[20]
- Der Hessentag 2017 war barrierefrei.[21]
- Der Hessentag 2017 konnte mit einer Fähre von Flörsheim am Main erreicht werden.[22]
- Für den Hessentag 2017 wurden individuelle Briefmarken hergestellt.[23]
- Für die Dokumentation wurden 25 ehrenamtliche Fotografen engagiert.[24]
- Am Festzug zum Abschluss nahmen rund 3.800 Personen in 165 Zugnummern teil.[25]